# Al-Bitar
Al-Bitar (arab. البطار) – miejscowość w Syrii, w muhafazie Tartus. W 2004 roku liczyła 1225 mieszkańców.